# Actinoptera
Actinoptera är ett släkte av tvåvingar. Actinoptera ingår i familjen borrflugor.

## Dottertaxa tillActinoptera, i alfabetisk ordning[1][2]
- Actinoptera abdita
- Actinoptera acculta
- Actinoptera ampla
- Actinoptera biseta
- Actinoptera brahma
- Actinoptera carignaniensis
- Actinoptera contacta
- Actinoptera discoidea
- Actinoptera espunensis
- Actinoptera filaginis
- Actinoptera formosana
- Actinoptera fuscula
- Actinoptera kovacsi
- Actinoptera lindneri
- Actinoptera mamulae
- Actinoptera meigeni
- Actinoptera montana
- Actinoptera mundella
- Actinoptera pallidula
- Actinoptera peregrina
- Actinoptera reticulata
- Actinoptera rosetta
- Actinoptera schnabeli
- Actinoptera shirakiana
- Actinoptera sinica
- Actinoptera stricta
- Actinoptera tatarica
- Actinoptera tientsinensis
- Actinoptera tuckeri
- Actinoptera vinsoni